# Верхний Гессен
Верхний Гессен является регионом в Гессене. В истории этим термином называли названием разные административные единицы

## Средневековье и ранее Новое время

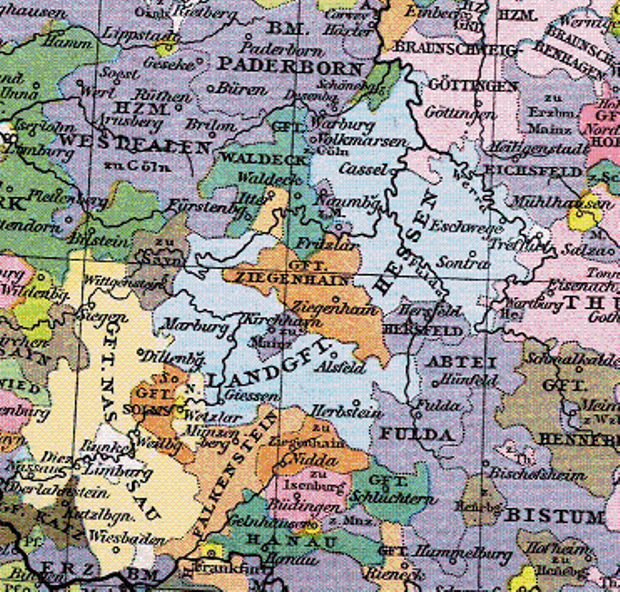
Ландграфство Гессен в 1400 году. Верхний Гессен включает окрестности городов Марбург, Гиссен, Грюнберг, Альсфельд

С момента как Генрих I Дитя создал ландграфство Гессен это владение состояло из двух регионов. В средние века северная часть Гессена называлась Нижним Гессеном, а южная часть — Верхним Гессеном. Эти две части были разделены владениями графов Цигенхайн. Центром Верхнего Гессена был город Марбург, где находилась гробница бабушки Генриха — святой Елизаветы. В замке Марбурга находилась княжеская резиденция. Уже при жизни Генриха I Верхним Гессеном управляли старшие сыновья, а после его смерти он стал отдельным владением, но в 1311 году Оттон I объединил ландграфство. В 1450 году умер последний граф Цигенхайн Иоанн II, географически Верхний и Нижний Гессен оказались объединены. Но в 1458 году после смерти Людвига I Миролюбивого Гессен не географически, но политически Гессен был разделён между сыновьями. Верхний Гессен достался Генриху III Богатому. Но братья не могли договорится о точной границе и это привело к Гессенской братоубийственной войне 1469 года.. После смерти Вильгельма III Младшего Верхний Гессен стал, частью единого Гессена ландграфа Вильгельма II Среднего. Но уже при сыне Вильгельма II — Филиппе произошел раздел Гессена на четыре части. В значительной части Верхнего Гессена было создано ландграфство Гессен-Марбург. После бездетной смерти марбургского ландграфа Людовика IV в 1604 году и серии гессенских войн разделен между ландграфством Гессен-Кассель и ландграфством Гессен-Дармштадт

## XIX и начало XX века
К XIX веку было две области под названием Верхний Гессен. Одной являлась южная часть ландграфства Гессен-Кассель с Марбургом, Кирххайном и Франкенбергом. В другой вошли районы к северу от Майна вокруг Гиссена, Грюнберга, Альсфельда и Буцбаха, которые входили в Гессен-Дармштадт.
- В 1803 году в Гессен-Дармштадте была создана провинция Верхний Гессен[7] и с перерывами существовавшая до 1937 года[6]. Большая Советская энциклопедия в 1925 году площадь этой провинции определяла в 3288 км²[8].
- В 1821 году в составе курфюршества Гессен как одна из четырёх административных единиц, была создана провинция Верхнего Гессена. Она с перерывом просуществовала до 1866 года когда была включена в состав Прусской провинции Гессен-Нассау[6] как административный округ Кассель

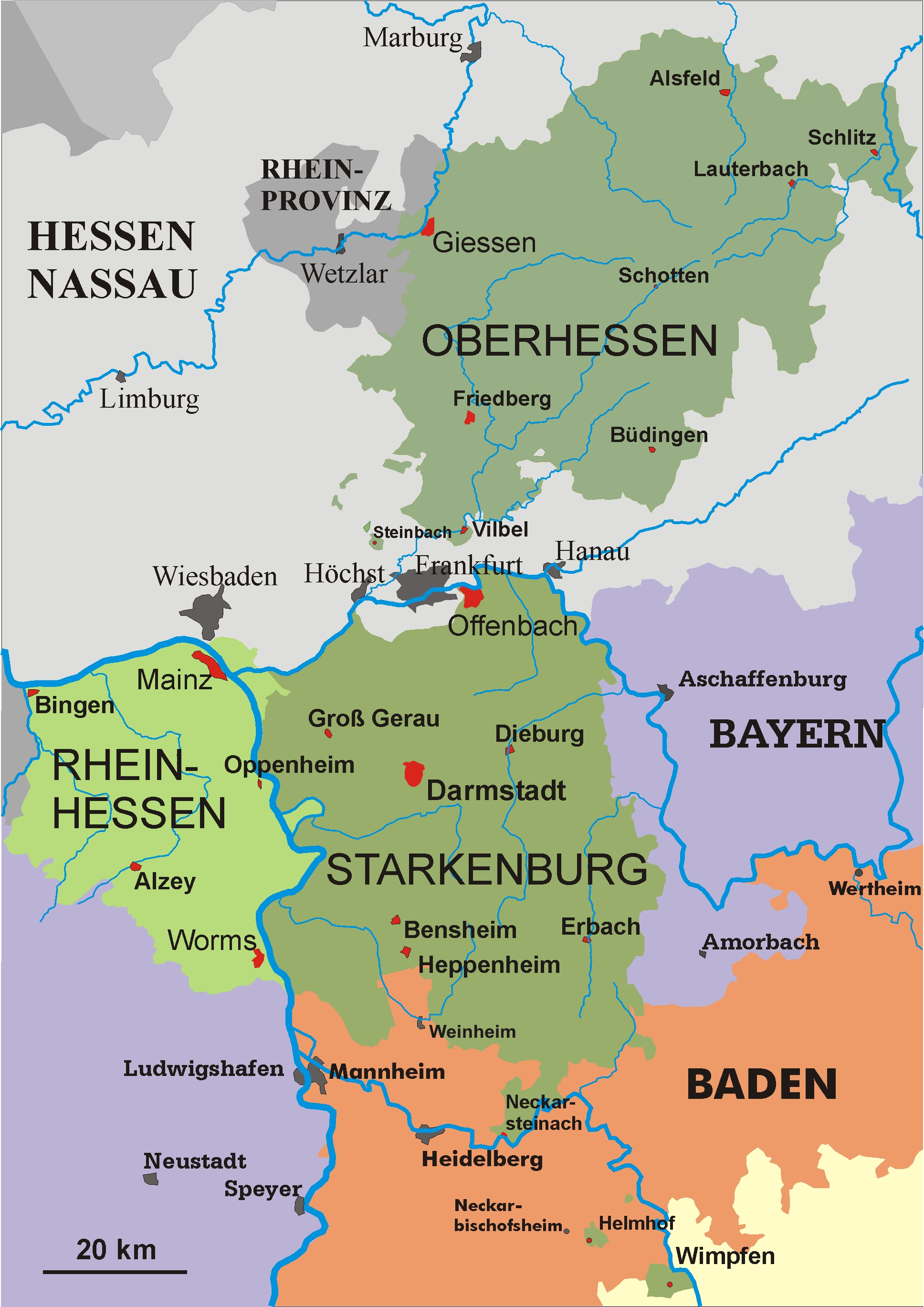
Верхний Гессен (нем. Oberhessen) провинция Гессен-Дармштадта, затем Великого герцогства Гессен, а позже Народного государства Гессен на карте 1930 года
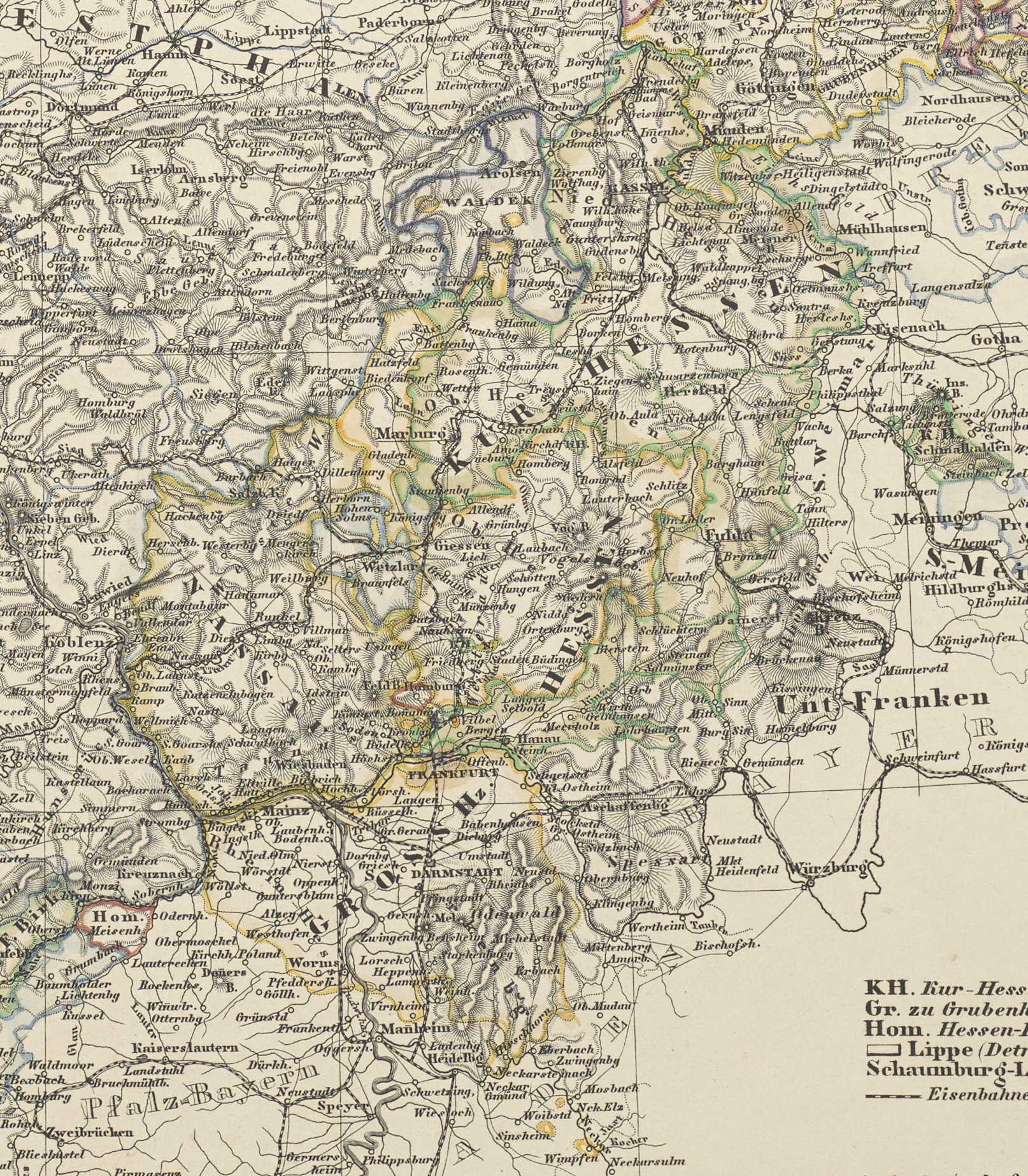
Два Верхних Гессена на карте 1859 года обозначены "Ob.Hessen" (сокращение от нем. Oberhessen)
Отдельная провинция Верхний Гессен (нем. Oberhessen) (оранжевая), часть Великого герцогства Гессен и районы прусского административного округа Кассель: Марбург, Кирххайн и Франкенберг на карте 1900 года

## После 1945 года
После Второй мировой войны в американской оккупационной зоне был создан Большой Гессен (позже преобразованный в землю Гессен) границы между двумя гессенскими государствами исчезли.
Но термин используется в повседневной жизни: на станциях, существуют разные ассоциации жителей Верхнего Гессена